# ELM327
ای‌اِل‌اِم۳۲۷ یک میکروکنترلر از پیش برنامه‌ریزی‌شده است که برای ترجمه رابط عیب‌یابی درون‌خودرویی ( او‌بی‌دی) موجود در اکثر خودروهای مدرن تولید شده است. پروتکل فرمان ای‌اِل‌اِم۳۲۷ یکی از محبوب‌ترین استانداردهای رابط رایانه-به- او‌بی‌دی است و توسط بسیاری از فروشندگان این نوع قطعات نیز پیاده‌سازی می‌شود.
ای‌اِل‌اِم۳۲۷ اصلی بر روی میکروکنترلر PIC18F۲۴۸۰ از شرکت مایکروچیپ پیاده‌سازی شد.
در طول فعالیت تجاری، شرکت ای‌اِل‌اِم الکترونیک انواع دیگری از این محصول را نیز با کمی تغییر در شماره قطعات به فروش رساند که تنها زیرمجموعه‌ای از پروتکل‌های او‌بی‌دی را پیاده‌سازی می‌کردند.
در ژوئن ۲۰۲۰، شرکت ای‌اِل‌اِم الکترونیک اعلام کرد که این کسب و کارش را در ژوئن ۲۰۲۲ تعطیل خواهد کرد.

## موارد استفاده
ای‌اِل‌اِم۳۲۷ پروتکل سطح پایین را پیاده‌سازی می‌کند و یک رابط کاربری ساده ارائه می‌دهد که می‌تواند از طریق UART فراخوانی شود. کاربردهای آن بیشتر در ابزارهای تشخیصی دستی یا یک برنامه رایانه‌ای است که از طریق یواس‌بی، RS-۲۳۲، بلوتوث یا وای-فای به دستگاه‌های مورد بررسی متصب می‌شوند. کاربردهای جدید آن شامل تلفن‌های هوشمند نیز می‌شود.
برنامه‌های کاربردی زیادی وجود دارند که به ای‌اِل‌اِم۳۲۷ متصل می‌شوند. عملکرد نرم‌افزارها شامل استفاده به عنوان ابزار دقیق تکمیلی خودرو، گزارش‌دهی و پاک کردن کدهای خطا باشد.
توابع ای‌اِل‌اِم۳۲۷:
- خواندن کدهای خطای تشخیصی، چه کدهای عمومی و چه کدهای مخصوص سازنده.
- پاک‌کردن برخی از کدهای خطا و خامکوش کردن MIL ("چراغ نشانگر نقص" که بیشتر با نام "چراغ بررسی موتور" شناخته می‌شود).
- نمایش داده‌های حسگرهای فعال
- نمایش دور موتور (RPM)
- دمای مایع خنک‌کننده
- وضعیت سیستم سوخت
- سرعت خودرو
- اصلاح سوخت کوتاه مدت
- اصلاح سوخت بلندمدت
- فشار منیفولد ورودی
- دمای هوای ورودی
- نرخ جریان هوا
- موقعیت مطلق دریچه گاز
- ولتاژهای حسگر اکسیژن/تنظیمات سوخت کوتاه مدت مرتبط
- فشار سوخت

## پروتکل‌های پشتیبانی شده
پروتکل‌های پشتیبانی شده توسط ای‌اِل‌اِم۳۲۷ عبارتند از:
- SAE J۱۸۵۰ PWM (۴۱٫۶ کیلوبیت بر ثانیه)
- SAE J۱۸۵۰ VPW (۱۰٫۴ کیلوبیت بر ثانیه)
- ISO ۹۱۴۱–۲ (۵ علامت در ثانیه، ۱۰٫۴ کیلوبیت بر ثانیه)
- ISO 14230-4 KWP (۵ باود اینیت، ۱۰٫۴ کیلوبیت بر ثانیه)
- ISO 14230-4 KWP (شروع سریع، ۱۰٫۴ کیلوبیت بر ثانیه)
- ISO ۱۵۷۶۵–۴ CAN (شناسه ۱۱ بیتی، ۵۰۰ کیلوبیت بر ثانیه)
- ISO 15765-4 CAN (شناسه ۲۹ بیتی، ۵۰۰ کیلوبیت بر ثانیه)
- ISO 15765-4 CAN (شناسه ۱۱ بیتی، ۲۵۰ کیلوبیت بر ثانیه)
- ISO 15765-4 CAN (شناسه ۲۹ بیتی، ۲۵۰ کیلوبیت بر ثانیه)
- SAE J۱۹۳۹ (۲۵۰ کیلوبیت بر ثانیه)
- SAE J۱۹۳۹ (۵۰۰ کیلوبیت بر ثانیه)

## مجموعه فرمان
مجموعه دستورات ای‌اِل‌اِم۳۲۷ مشابه دستورات AT هایس است.

## نسخه‌های دیگر

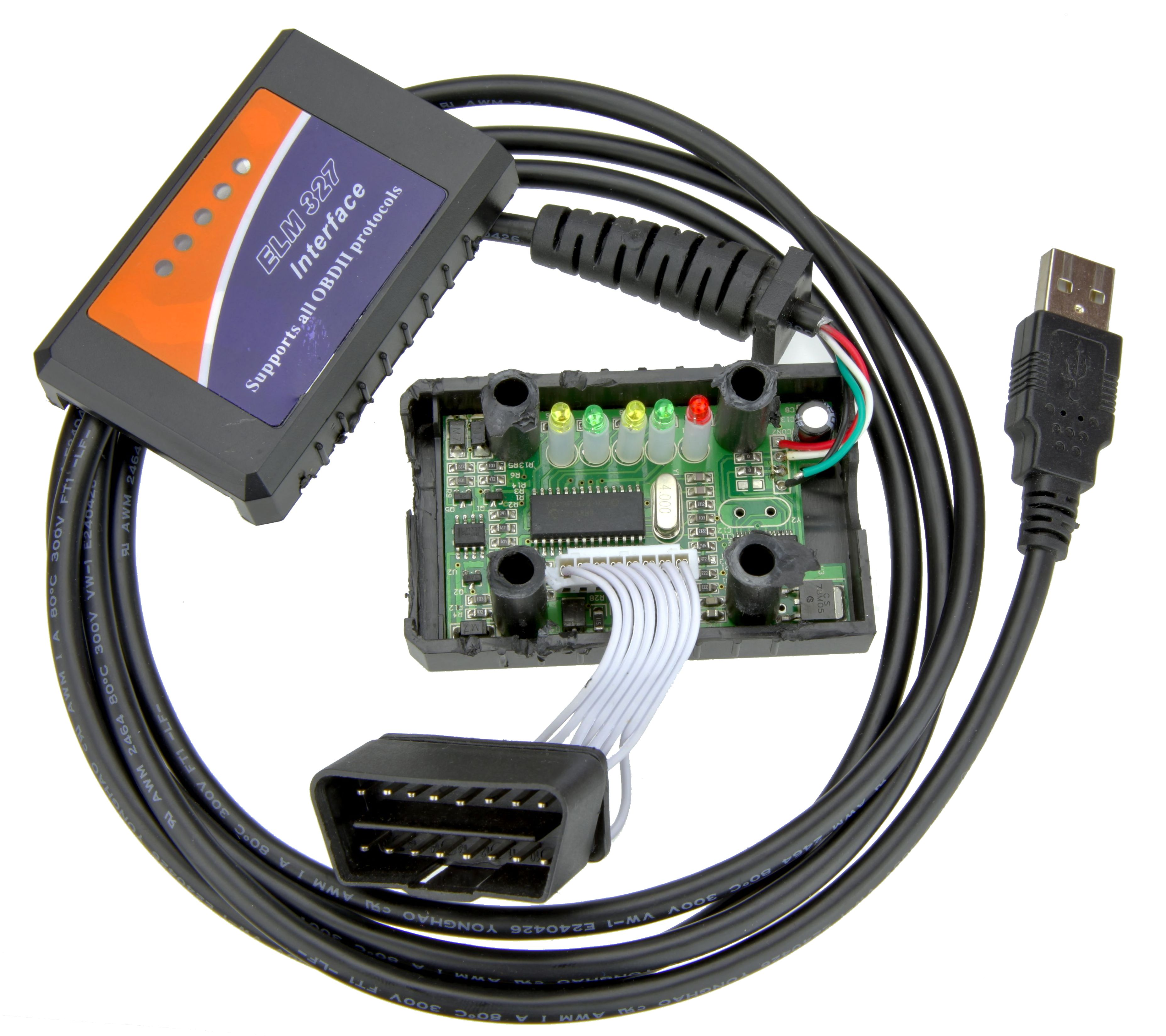
یک کپی معمولی ارزان ای‌اِل‌اِم۳۲۷ بدون برچسب روی کنترلر

در عمل ای‌اِل‌اِم۳۲۷ یک میکروکنترولر پی‌آی‌سی است که با کدهای اختصاصی ای‌اِل‌اِم الکترونیک، که پروتکل‌های تست را پیاده‌سازی می‌کند، سفارشی‌سازی شده است. وقتی شرکت ای‌اِل‌اِم الکترونیک نسخه ۱٫۴ از ای‌اِل‌اِم۳۲۷ خود را فروخت، ویژگی محافظت در برابر کپی میکروکنترلر PIC را فعال نکرده بود. در نتیجه، هر کسی که یک ای‌اِل‌اِم۳۲۷-v۱٫۴ اصلی خریداری کرده بود، می‌توانست از یک دستگاه برنامه‌ریزی برای خواندن میان‌افزار میکروکنترلر اختصاصی ای‌اِل‌اِم در قالب یک فایل باینری استفاده کند. دزدان مدارهای الکتریکی می‌توانند با خرید همان تراشه میکروکنترلر و برنامه‌ریزی آن با قطعه کپی شده، یک کلون ای‌اِل‌اِم۳۲۷ تولید کنند. نسخه‌های ای‌اِل‌اِم۳۲۷ به‌طور گسترده در دستگاه‌هایی که ادعا می‌کردند حاوی دستگاه ای‌اِل‌اِم۳۲۷ هستند، فروخته شدند و مشکلاتی در مورد این نسخه‌ها گزارش شده است. این مشکلات نشان‌دهندهٔ باگ‌هایی هستند که در میکروکد نسخهٔ ۱٫۴ نرم‌افزار ای‌اِل‌اِم وجود داشتند؛ سازندگان این کلون‌ها ممکن است به فروش نسخهٔ قدیمی ادامه دهند.
اگرچه این کپی‌ها ممکن است حاوی کد ای‌اِل‌اِم۳۲۷ نسخه ۱٫۴ باشند، اما ممکن است به اشتباه شماره نسخه را به عنوان نسخه فعلی ارائه شده توسط ای‌اِل‌اِم۳۲۷ اصلی گزارش دهند و در برخی موارد نسخه‌ای را گزارش دهند که هنوز وجود ندارد. نسخه‌های نرم‌افزاری منتشر شده برای ای‌اِل‌اِم۳۲۷ فقط ۱٫۰، ۱٫۰a, 1.1, 1.2, 1.2a, 1.3, 1.3a, 1.4, 1.4b، ۲٫۰، ۲٫۱، ۲٫۲ و ۲٫۳ هستند. با این وجود، عملکردهای واقعی این نسخه‌ها محدود به عملکردهای ای‌اِل‌اِم۳۲۷ نسخه ۱٫۴ اصلی است که دارای کاستی‌های ذاتی خود نیز می‌باشد.

## طرح کلی نسخه
نسخه ۱٫۰ در اولین انتشار عمومی، ای‌اِل‌اِم۳۲۷ نسخه ۱٫۰ از موارد زیر پشتیبانی می‌کرد: – SAEJ1850 PWM و VPW, – ISO ۹۱۴۱–۲ (۱۰٫۴ و ۹٫۶ کیلوبیت بر ثانیه)، – ISO ۱۴۲۳۰–۴ (۱۰٫۴ و ۹٫۶ کیلوبیت بر ثانیه)، – ISO 15765-4 CAN (۲۵۰ و ۵۰۰ کیلوبیت بر ثانیه) – نرخ باود RS۲۳۲ فقط ۹٫۶ کیلوبیت بر ثانیه یا ۳۸٫۴ کیلوبیت بر ثانیه بود.
نسخه ۱٫۰a – تنظیم زمان‌بندی J1850 VPW برای برخی از کامیون‌های جنرال موتورز مدل‌های ۹۹ تا ۲۰۰۰.
نسخه ۱٫۱ - پارامترهای قابل برنامه‌ریزی معرفی شدند - دستورات کنترل جریان اضافه شدند
نسخه ۱٫۲ – نرخ انتقال داده RS۲۳۲ تا ۵۰۰ کیلوبیت بر ثانیه قابل تنظیم است – پارامترهای قابل برنامه‌ریزی را می‌توان با یک جامپر تنظیم مجدد کرد – زمان‌بندی تطبیقی معرفی شد – پشتیبانی SAE J۱۹۳۹ (پروتکل A) اضافه شد – پروتکل‌های CAN تعریف‌شده توسط کاربر B و C اضافه شدند – پروتکل‌های KWP اصلاح شدند تا هدرهای چهار بایتی مجاز باشند
نسخه ۱٫۲a - تشخیص خطا تغییر یافته تا در صورت عدم وجود داده یا چک سام، هدرهای ۴ بایتی KWP را دریافت کند - بررسی برای جلوگیری از خرابی ماسک CAN در برخی از ارسال‌های کنترل جریان اضافه شده است
نسخه ۱٫۳ - زمان‌بندی تطبیقی کمی متفاوت تنظیم شده است - چندین بهبود J۱۹۳۹ - دستورات جدید CAN CRA برای کمک به تنظیم ماسک‌ها و فیلترها - دستورات جدید CAN D۰/D۱ برای چاپ پیام dlc - دستور جدید CAN RTR برای ارسال همان - کنترل کاراکتر فاصله در پاسخ‌ها اضافه شد - پیام جدید STOPPED برای وقفه‌های کاربر در طول جستجوها - پیام LV RESET برای تنظیم مجدد از ولتاژ پایین معرفی شد - دستورات جدید @۲ و @۳ برای ذخیره شناسه منحصر به فرد - قابلیت اضافه شده برای بیان تعداد پاسخ‌های مورد نظر
نسخه ۱٫۳a (هنوز موجود است) - بررسی سیم‌کشی برای مواقعی که پین‌های CAN J۱۹۶۲ برای عملکردهای دیگر استفاده می‌شوند، اضافه شد.
نسخه ۱٫۴ - حالت کم‌مصرف (عملکرد «خواب») اضافه شد - حالت آدرس‌دهی توسعه‌یافته برای پروتکل‌های CAN اضافه شد - پشتیبانی از ISO ۹۱۴۱ و ISO ۱۴۲۳۰ با نرخ بیت ۴۸۰۰ اضافه شد - امکان کنترل دستی بر شروع ISO ۹۱۴۱ و ISO ۱۴۲۳۰ فراهم شد - یک بایت EEPROM برای ذخیره‌سازی داده‌های کاربر ارائه شد - اکنون همه وقفه‌ها متوقف می‌شوند (نه فقط هنگام جستجو) - پارامترهای قابل برنامه‌ریزی جدید و اضافات جدید بسیاری
نسخه ۱٫۴a شرکت ای‌اِل‌اِم الکترونیک هرگز نسخه ۱٫۴a را نساخت.
نسخه ۱٫۴b (دیگر در دسترس نیست) – دستور جدید CSM برای نظارت فعال یا غیرفعال بر CAN – دستور جدید CRA برای تنظیم مجدد سریع ماسک‌ها و فیلترهای تغییر یافته – چندین به‌روزرسانی SAE J۱۹۳۹
نسخه ۱٫۵ شرکت ای‌اِل‌اِم الکترونیک هرگز نسخه ۱٫۵ را نساخت.
نسخه ۲٫۰ - مانیتور فعالیت جدید پین‌های او‌بی‌دی را زیر نظر دارد - بیدار شدن از حالت کم‌مصرف اکنون تنظیمات را حفظ می‌کند - در CRAها علامت «اهمیت ندهید» (X) را می‌پذیرند - PPهای جدید کنترل گسترده‌ای بر ISO/KWP ارائه می‌دهند - بافر RS232 Tx به ۵۱۲ بایت افزایش یافته است - ولتاژ ریست Brownout به ۲٫۸ ولت کاهش یافته است
نسخه ۲٫۱ - افزایش سرعت - پردازش پاسخ‌های «در انتظار پاسخ» (۷F xx ۷۸) - جستجوهای CAN اکنون فرکانس را اندازه‌گیری کرده و به یک تطابق نیاز دارند
نسخه ۲٫۲ - دستور AT CS اکنون فرکانس CAN را نشان می‌دهد - نرخ‌های انتقال ISO/KWP ۱۲۵۰۰ و ۱۵۶۲۵ بیت بر ثانیه اضافه شده است - دستور جدید AT CER hh امکان تعریف آدرس CEA Rx را فراهم می‌کند - حالت‌های جدید IFR ۴٬۵٬۶ ارسال IFR J۱۸۵۰ را هنگام نظارت کنترل می‌کنند - PP 1F اضافه شده است تا طول KWP شامل بایت checksum باشد - PP۱۹ از ۳۱ به ۴F افزایش یافته است
نسخه ۲٫۳ (آخرین نسخه) - دستور جدید AT FT لایه دیگری از فیلترینگ را اضافه می‌کند - سه حالت کنترل جریان CAN برای آزمایش‌کنندگان اضافه شده است - Response Pending اکنون با CAN Extended Addressing کار می‌کند - دستورات جدید AT IA و C0/C۱ - تحمل نویز بهتر در RS232 Rx
تغییرات جزئی‌تر را می‌توان در آخرین برگه اطلاعات آنها در فصل تاریخچه نسخه‌ها (صفحات ۹۴–۹۵) مشاهده کرد.